# Still Alice
Pour plus de détails, voir Fiche technique et Distribution.
Still Alice est un film dramatique américain réalisé par Wash Westmoreland et Richard Glatzer, sorti en 2014.
Il s'agit de l'adaptation du roman éponyme de Lisa Genova. Julianne Moore y interprète le rôle d'une linguiste diagnostiquée avec une forme précoce de la maladie d'Alzheimer.
Le film a été présenté au festival international du film de Toronto 2014. Il a reçu de nombreuses critiques positives, particulièrement à propos de l'interprétation de Moore, rôle qui lui a valu les plus importantes récompenses de cinéma : l'Oscar, le BAFTA, le Golden Globe, le Screen Actors Guild Award et le Critics' Choice Award de la meilleure actrice.

## Synopsis
Alice Howland, professeure de linguistique à l'université Columbia, fête son cinquantième anniversaire avec son mari médecin John et leurs trois enfants adultes. Après qu'elle a oublié un mot pendant une conférence et s'est perdue pendant un jogging sur le campus, le médecin d'Alice lui diagnostique un début de maladie d'Alzheimer héréditaire. Deux de ses enfants, Anna et Tom, se font dépister. Lydia, sa fille cadette et actrice débutante, décide de ne pas savoir.

## Fiche technique
- Titre original : Still Alice
- Titre québécois : Toujours Alice
- Réalisation : Wash Westmoreland et Richard Glatzer
- Scénario : Wash Westmoreland et Richard Glatzer, d'après le roman Still Alice de Lisa Genova
- Direction artistique : Denis Lenoir
- Décors : Tommaso Ortino
- Costumes : Stacey Battat
- Photographie : Denis Lenoir
- Montage : Nicolas Chaudeurge
- Musique : Ilan Eshkeri
- Production : James Brown, Lex Lutzus, Pamela Koffler
- Sociétés de production : Lutzus-Brown, Killer Films, BSM Studio, Backup Media, Big Indie Pictures
- Sociétés de distribution : Sony Pictures Classics (États-Unis), Sony Pictures Releasing France
- Budget : 5 millions USD (estimation)
- Pays d’origine :  États-Unis
- Langue originale : anglais
- Format : couleur — Digital Cinema Package — 1,85:1 — son Dolby Digital
- Genre : drame
- Durée : 101 minutes
- Dates de sortie :
  - Canada : 8 septembre 2014 (Festival international du film de Toronto 2014)
  - États-Unis : 5 décembre 2014 (sortie limitée), 20 février 2015 (sortie nationale)
  - France : 18 mars 2015
- Classification : 
  - États-Unis : PG-13
  - France : Tous publics (visa d'exploitation no 141389 délivré le 18 mars 2015)

 Sauf indication contraire, les informations mentionnées dans cette section peuvent être confirmées par la base de données cinématographiques IMDb,  présente dans la section « Liens externes ».

## Distribution
- Julianne Moore (VF : Rafaèle Moutier) : Dr Alice Howland
- Alec Baldwin (VF : Bernard Lanneau) : Dr John Howland
- Kristen Stewart (VF : Noémie Orphelin) : Lydia Howland
- Kate Bosworth (VF : Élisabeth Ventura) : Anna Howland
- Hunter Parrish (VF : Donald Reignoux) : Tom Howland
- Shane McRae (en) (VF : Alexandre Gillet) : Charlie Howland-Jones
- Stephen Kunken (VF : Bernard Bollet) : Dr Benjamin
- Victoria Cartagena : Professeur Hooper
- Seth Gilliam (VF : Mohamed Sanou) : Frederic Johnson
- Cali T. Rossen : Leslie
- Erin Darke : Jenny
- Kristin Macomber : Anne

 Source et légende : version française (VF) sur RS Doublage

## Accueil

### Accueil critique
En France, Le Monde, par la voix de Franck Nouchi, parle d'un film aux qualités « indéniables » mais regrette que la plupart des personnages secondaires voient leur traitement « inachevé », et met en évidence la particularité du milieu privilégié dans lequel évoluent les personnages, qui biaise le propos autant qu'elle donne au film son « caractère d'exception ». Pour Télérama, Louis Guichard encense la prestation de Julianne Moore, « captivante », parlant d'une « performance à oscar » et d'un jeu « stylisé, euphémique, blanc », mais regrette un film avant tout « compassionnel » où manquent les terribles vérités sur la fin de vie que le film Amour de Michael Haneke, sorti deux ans plus tôt, avait mises en avant. De la même manière, Critikat est partagé entre l'admiration pour le jeu de l'actrice principale et de son partenaire Alec Baldwin, et la faiblesse du scénario, jalonné de « passages obligés », reconnaissant toutefois aux réalisateurs une bonne écriture des relations familiales et la capacité de susciter l'empathie à l'égard de la personnalité subtile d'Alice.
Le milieu médical s'est aussi prononcé sur le film. Les Archives suisses de neurologie, psychiatrie et psychothérapie parlent d'un film réaliste, estimant toutefois peu crédible la progression très rapide des symptômes du personnage et l'occultation de certains d'entre-eux.

## Distinctions

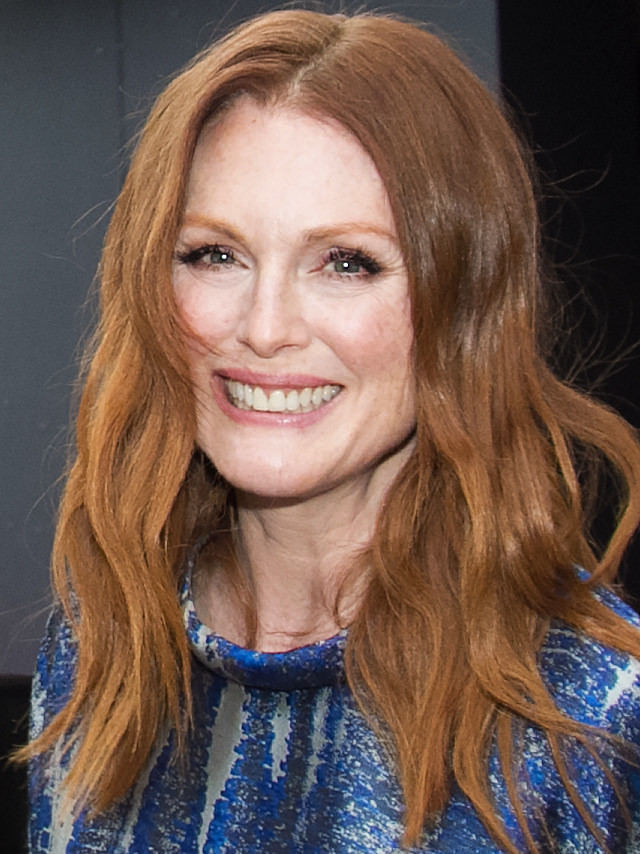
La tête d'affiche multi-récompensée Julianne Moore, pour la présentation du film au Festival international du film de Toronto 2014.

### Récompenses
- Festival du film de Hollywood 2014 : Hollywood Actress Award pour Julianne Moore
- Chicago Film Critics Association Awards 2014 : meilleure actrice pour Julianne Moore
- Los Angeles Film Critics Association Awards 2014 : meilleure actrice pour Julianne Moore (2e place)
- National Board of Review Awards 2014 :
  - Top 2014 des meilleurs films indépendants
  - Meilleure actrice pour Julianne Moore
- Gotham Awards 2014 : meilleure actrice pour Julianne Moore
- Washington D.C. Area Film Critics Association Awards 2014 : meilleure actrice pour Julianne Moore
- Women Film Critics Circle Awards 2014 : meilleur film à propos des femmes, meilleure actrice pour Julianne Moore
- National Society of Film Critics Awards 2015 : meilleure actrice pour Julianne Moore (2e place)
- British Academy Film Awards 2015 : meilleure actrice pour Julianne Moore
- Critics' Choice Movie Awards 2015 : meilleure actrice pour Julianne Moore
- Golden Globes 2015 : meilleure actrice dans un film dramatique pour Julianne Moore
- Film Independent's Spirit Awards 2015 : meilleure actrice pour Julianne Moore
- Oscars du cinéma 2015 : meilleure actrice pour Julianne Moore
- Satellite Awards 2015 : meilleure actrice pour Julianne Moore
- Screen Actors Guild Awards 2015 : meilleure actrice pour Julianne Moore

### Nominations et sélections
- AFI Fest 2014 : sélection « Special Screenings »
- Festival international du film de Toronto 2014 : sélection « Special Presentations »
- Toronto Film Critics Association Awards 2014 : meilleure actrice pour Julianne Moore